# CHD3
La helicasa con cromodominio de unión a ADN 3 (CHD3) es una enzima codificada en humanos por el gen CHD3.
Este gen codifica un miembro de la familia de proteínas CHD que se caracteriza por la presencia de cromodominios (modificadores de la organización de la cromatina) y dominios SNF2 de tipo helicasa/ATPasa. Los genes CHD alteran la expresión génica posiblemente mediante la remodelación de la cromatina, con lo que altera el acceso de la maquinaria transcripcional a los genes diana. Esta proteína es uno de los componentes del complejo histona deacetilasa, referido como complejo Mi-2/NuRD, el cual participa en la remodelación de la cromatina por medio de acetilación de histonas. La remodelación de la cromatina es esencial en muchos procesos, incluyendo la transcripción. Se han encontrado autoanticuerpos contra esta proteína en un subconjunto de pacientes con dermatomiositis. Se han descrito tres variantes transcripcionales de este gen, que codifican diferentes isoformas de la proteína.

## Interacciones
La proteína CHD3 ha demostrado ser capaz de interaccionar con:
- HDAC1[4][5]
- HDAC2[6][4][7]
- SERBP1[8][9]